# Nadleśnictwo Krzyż

Leśnictwa leżące w granicach Nadleśnictwa Krzyż

Nadleśnictwa leżące w granicach RDLP w Pile

Nadleśnictwo Krzyż – jednostka organizacyjna Lasów Państwowych podległa RDLP w Pile z siedzibą w Pile.

## Położenie
Nadleśnictwo Krzyż podlega Regionalnej Dyrekcji Lasów Państwowych w Pile. Obszar Nadleśnictwa Krzyż graniczy z następującymi jednostkami LP: RDLP Piła - od północy z Nadleśnictwem Człopa, od wschodu z Nadleśnictwem Trzcianka, od południa z nadleśnictwami Potrzebowice i Krucz, od zachodu z nadleśnictwami Głusko i Smolarz z RDLP Szczecin.
Zasięgiem terytorialnym Nadleśnictwo Krzyż obejmuje trzy gminy: Krzyż Wielkopolski, Wieleń i Trzcianka, oraz dwa miasta: Krzyż Wielkopolski i Wieleń. W całości jest położone na terenie północno - zachodniej części województwa wielkopolskiego, w powiecie Czarnkowsko - Trzcianeckim.

## Organizacja
Nadleśnictwo zostało podzielone na 12 leśnictw terytorialnych i gospodarstwo szkółkarskie, zgodnie z Zarządzeniem Nadleśniczego Nadleśnictwa Krzyż z dnia 17 maja 2022 roku.

## Historia
Początek Państwowego Gospodarstwa Leśnego na terenie obecnego Nadleśnictwa Krzyż datuje się na okres po II wojnie światowej.
Lasy należące obecnie do Nadleśnictwa Krzyż w ciągu swojej historii przechodziły wielokrotnie zmiany własnościowe, powierzchniowe, administracyjne i w kierunkach zagospodarowania lasu.
Podział administracyjny Nadleśnictwa Krzyż na powierzchni zbliżonej do obecnej, na obręby: Krzyż i Wieleń został zatwierdzony przez Dyrektora OZLP w dniu 20.09.1979 r. Natomiast zgodnie z zarządzeniem Dyrektora Generalnego Lasów Państwowych, z dnia 15 lutego 2012 r. w sprawie obrębów leśnych, Nadleśnictwo Krzyż od 01.01.2013 r. jest nadleśnictwem jednoobrębowym.
Nadleśnictwo Krzyż (do 1967 r. – jako Nadleśnictwo Drawa) jako jednostka administracyjna zostało utworzone w 1946 r. Od końca II wojny światowej do roku 1946 Nadleśnictwo Krzyż było częścią składową Nadleśnictwa Wieleń, utworzonego w 1945 r. z upaństwowienia lasów prywatnych dekretem PKWN z dnia 12.12.1944 r.
Powierzchnia Nadleśnictwa Drawa, wynosiła w dniu 1.10.1947 r. – 7908,20 ha.

## Zasoby leśne
Głównym gatunkiem lasotwórczym w Nadleśnictwie Krzyż jest sosna, panująca na 88,35% powierzchni. Ważniejszymi gatunkami są również: Dęby - 3,75%, Olchy – 3,56%, Buki – 2,07%, Brzozy– 0,84% powierzchni leśnej zalesionej. Pozostałe gatunki występują sporadycznie, na niewielkich powierzchniach. Udział poszczególnych gatunków jest różny w zależności od mozaiki siedliskowej Nadleśnictwa. Bardziej zróżnicowana jest zachodnia część Nadleśnictwa, gdzie występują drzewostany z panującym gatunkiem liściastym na nieco żyźniejszych fragmentach siedlisk leśnych.
| Gatunek        | Powierzchnia leśna (ha) | Powierzchnia leśna (%) |
| -------------- | ----------------------- | ---------------------- |
| Sosna          | 17671,90                | 88,17                  |
| Sosna czarna   | 8,34                    | 0,04                   |
| Sosna wejmutka | 28,35                   | 0,14                   |
| Modrzew        | 32,28                   | 0,16                   |
| Świerk         | 231,89                  | 1,16                   |
| Daglezja       | 2,42                    | 0,01                   |
| Buk            | 413,98                  | 2,07                   |
| Dąb            | 751,91                  | 3,75                   |
| Dąb czerwony   | 8,78                    | 0,04                   |
| Jawor          | 0,75                    | 0                      |
| Jesion         | 3,04                    | 0,02                   |
| Grab           | 2,76                    | 0,01                   |
| Brzoza         | 168,30                  | 0,84                   |
| Olcha          | 712,77                  | 3,56                   |
| Akacja         | 2,63                    | 0,01                   |
| Osika          | 0,44                    | 0                      |
| Lipa           | 4,53                    | 0,02                   |
| Razem          | 20045,07                | 100,00                 |

## Ochrona przeciwpożarowa lasu

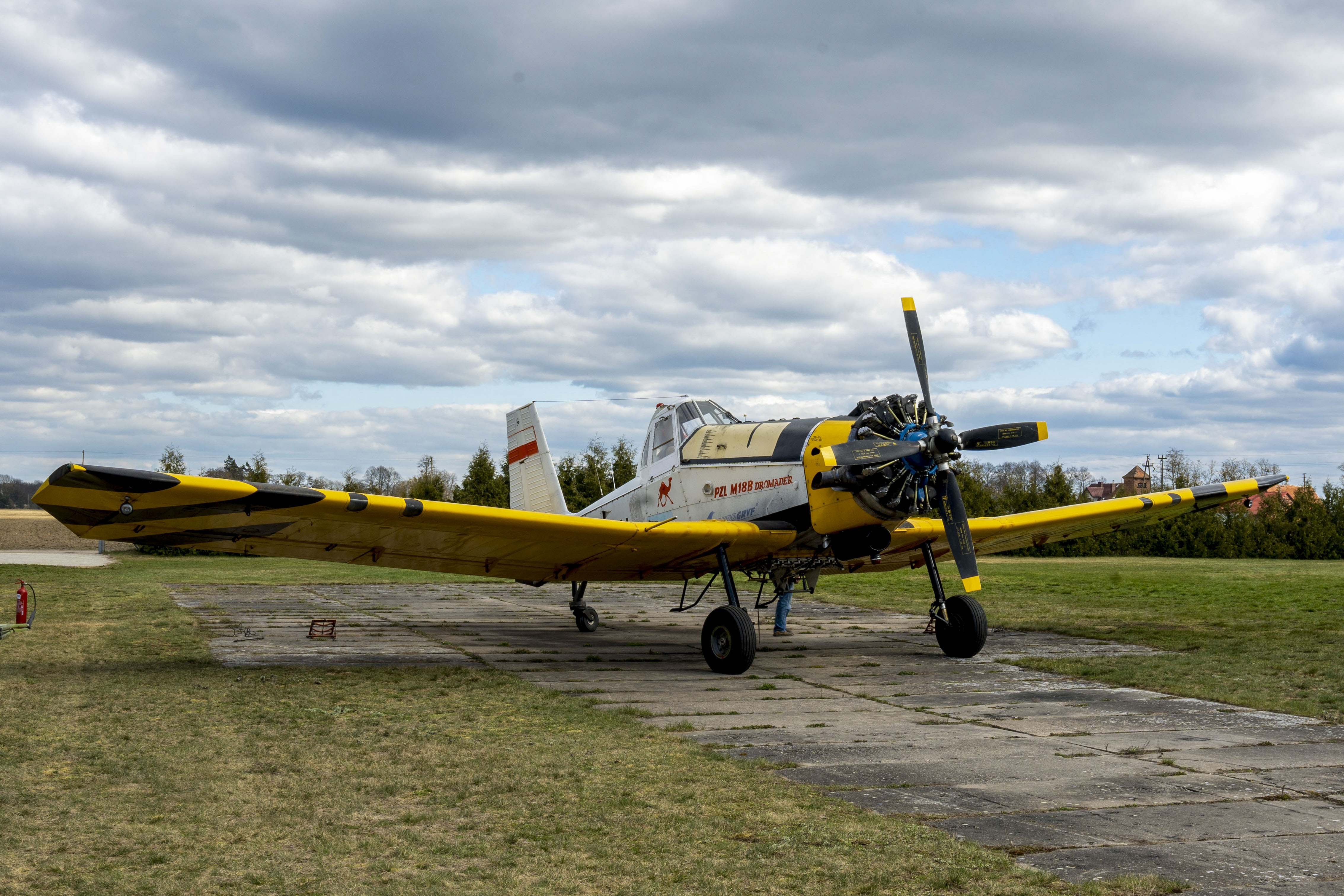
Samolot Dromader

Nadleśnictwo Krzyż zaliczone jest do II kategorii zagrożenia pożarowego. Do głównych czynników sprzyjających powstaniu i rozwojowi pożarów zaliczyć należy:
- atrakcyjność turystyczną i rekreacyjną terenów leśnych,
- występujące okresy suszy,
- duży udział siedlisk borowych,
- intensywną penetrację obszarów leśnych w celu zbioru runa leśnego,
- rzeki i jeziora penetrowane przez wędkarzy,
- duży ruch pojazdów na drogach udostępnionych do ruchu,
- celowe podpalenia,
- występowanie nieuprawianych pól, pastwisk i łąk, zwłaszcza na styku z lasem, w enklawach i półenklawach,
- bliskość osad i wsi
- obecność linii kolejowej.

Czynnikami osłabiającymi zagrożenie pożarowe są występujące na terenie Nadleśnictwa naturalne przeszkody wodne: jeziora, stawy i rzeki oraz wzrost udziału gatunków liściastych (przebudowa drzewostanów).
System ochrony przeciwpożarowej oparty jest na całodziennych dyżurach w okresie marzec – październik i patrolach terenowych w okresie szczególnego zagrożenia. Prowadzona jest obserwacja z wieży przeciwpożarowej w leśnictwie Dębowa Góra.
Na terenie nadleśnictwa znajduje się Leśna Baza Lotnicza w Marianowie.

## Ochrona przyrody

### Obszary chronionego krajobrazu
- OCHK Dolina Noteci
- OCHK Puszcza nad Drawą

### Obszary Natura 2000
- Obszary Specjalnej Ochrony OSO (Dyrektywa Ptasia)
  - Lasy Puszczy nad Drawą PLB 320016
  - Nadnoteckie Łęgi PLB 300003
- Specjalne Obszary Ochrony Siedlisk - SOO (Dyrektywa Siedliskowa)
  - Dolina Noteci PLH 300004
  - Uroczyska Puszczy Drawskiej PLH 320046
  - Dolina Bukówki PLH 300046

### Pomniki Przyrody
Na terenie Nadleśnictwa Krzyż znajduje się 28 pomników przyrody ożywionej. Pomniki te reprezentują drzewa – pojedyncze oraz grupy, brak jest pomników powierzchniowych. Reprezentowane jest tu 7 gatunków:
- dąb szypułkowy – 13 drzew pojedynczych i 4 grupy
- dąb bezszypułkowy – 2 drzewa pojedyncze
- buk pospolity – 1 grupa drzew
- lipa drobnolistna – 2 drzewa i 1 grupa
- jesion wyniosły – 1 drzewo
- klon jawor – 1 drzewo
- jarząb brekinia – 3 grupy drzew

### Cenne gatunki roślin
- bażyna czarna
- widlicz cyprysowy
- widlicz spłaszczony
- kukułka plamista
- kukułka szerokolistna
- rosiczka okrągłolistna
- pływacz drobny
- pływacz średni
- pływacz zachodni

### Cenne gatunki zwierząt
- rybołów
- kania ruda
- żuraw zwyczajny
- bielik
- pliszka górska
- pliszka żółta
- gągoł
- samotnik
- zimorodek
- bóbr
- wydra
- wilk
- poczwarówka zwężona
- żółw błotny
- kumak nizinny
- kozioróg dębosz

## Turystyka

### Wiata rekreacyjno-dydaktyczna
Tuż przy leśniczówce Rzeczyn znajduje się wiata rekreacyjno-dydaktyczna, z której można korzystać cały rok. W wiacie znajdują się stoły i ławy (ok. 70 miejsc siedzących) oraz miejsce na ognisko. Przy kompleksie znajduje się parking, na którym posadowiona jest przenośna toaleta.

### Ścieżki edukacyjne
Na terenie leśnictwa Rzeczyn w pobliżu wiaty rekreacyjno-dydaktycznej znajdują się trzy ścieżki edukacyjne: o gospodarce leśnej, o tematyce pszczelarskiej oraz o ochronie lasu i przyrody.
Na ścieżkach znajdują się tablice edukacyjne, światowidy, dendrofon, gry i labirynty interaktywne.

### Wiaty edukacyjno-turystyczne

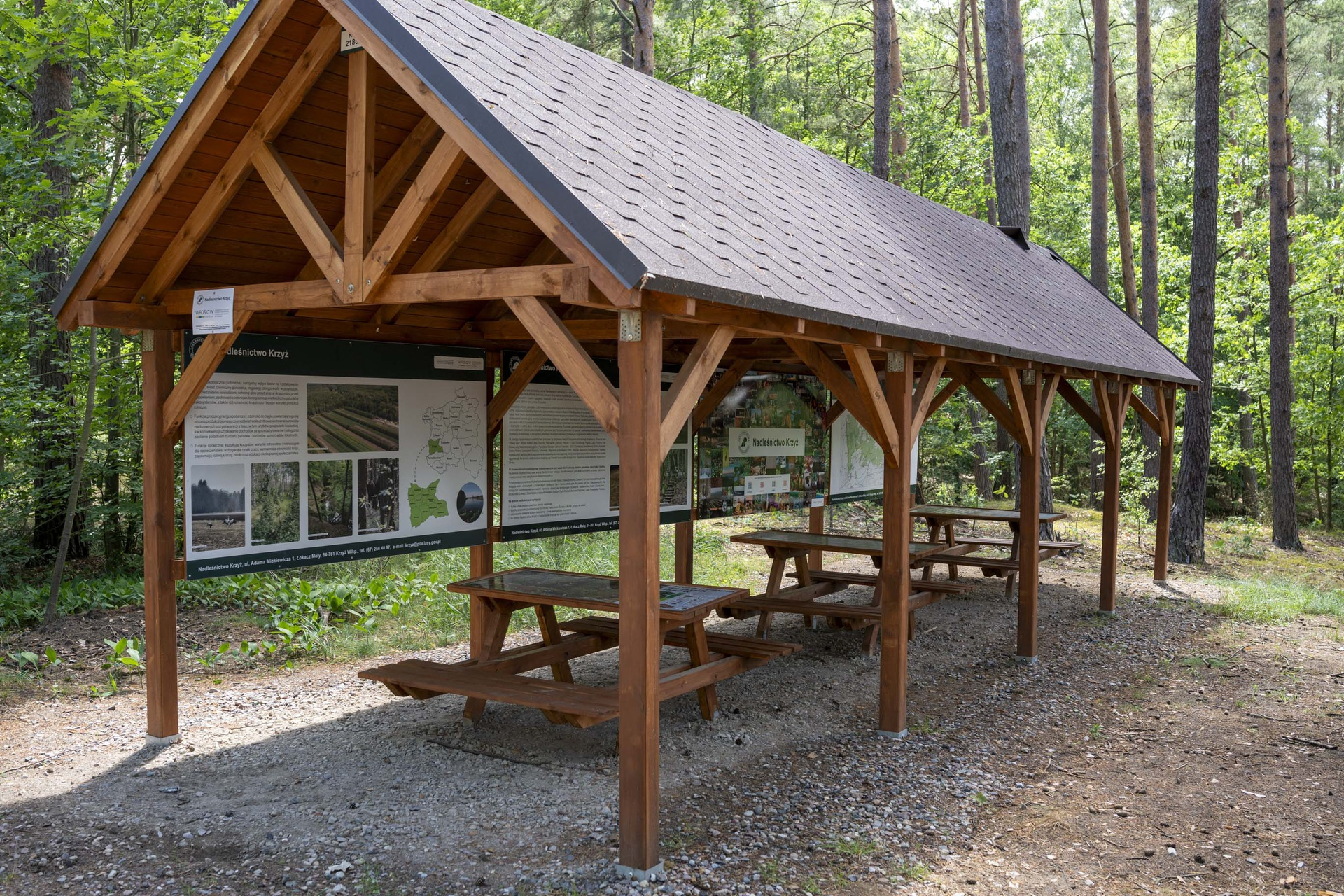
Wiata edukacyjno-turystyczna w Leśnictwie Radzyń

Na terenie Leśnictwa Radzyń w Kuźnicy Żelichowskiej oraz Leśnictwa Dębina znajdują się dwie wiaty turystyczno- edukacyjne wraz z tablicami edukacyjnymi. Z pierwszego miejsca rozciąga się wspaniała panorama na jezioro Radzyń Duży, a druga wiata znajduje się nad rzeką Drawą. Piękne urokliwe miejsca są perełkami lasów Nadleśnictwa Krzyż.

### Ścieżka historyczno-przyrodnicza im. Hansa Paasche
W Nadleśnictwie Krzyż znajduje się ścieżka historyczno-przyrodnicza związana z pozostałościami osady „Waldfrieden” („Leśne Zacisze”). Znajduje się ona na terenie Leśnictwa Zacisze, w środku oddalonego od terenów zamieszkałych przez ludzi kompleksu leśnego.
Ścieżka przebiega po śladach dawnych zabudowań dworu, zaczyna się przy schodach prowadzących z drogi do niewidocznych już pozostałości po zabudowaniach - stąd ich nazwa „schody do nieba”.

### Miejsca postoju pojazdów
Na terenie nadleśnictwa znajduje się 6 miejsc postoju pojazdów. Turyści mogą w bezpiecznym miejscu pozostawić swoje pojazdy, a następnie udać się do okolicznych lasów pieszo lub na rowerach.